# Linda Zanetti
Linda Zanetti (* 10. März 2002 in Camignolo) ist eine Schweizer Radrennfahrerin.

## Sportlicher Werdegang
Zanetti stammt aus dem Tessin und begann im Alter von elf Jahren beim Velo Club Monte Tamaro zunächst mit dem Mountainbikesport. Als Juniorin wurde sie 2020 Neunte bei den Mountainbike-Europameisterschaften im Cross-Country.
Auch bei den Strassenradsport-Europameisterschaften 2020 fuhr sie für das schweizerische Nationalteam. Bei den Schweizer Strassenmeisterschaften der Junioren stand sie beim Strassenrennen und Einzelzeitfahren jeweils auf dem Podium. 2021, in ihrem ersten U23-Jahr, fuhr sie noch im Mountainbike-Weltcup, nahm aber für 2022 ein Angebot von UAE Team ADQ, einem UCI Women’s WorldTeam, an und konzentrierte sich auf die Strasse.
In ihrem ersten Jahr bei UAE konnte Zanetti keine persönlichen Siege erzielen und ging für 2023 ins Entwicklungsteam. Dort fand sie schnell zum Erfolg, gewann sechsmal, darunter die U23-Landesmeisterschaften und eine Etappe bei der Tour de l’Avenir Femmes, bei der sie Julie De Wilde und Fem van Empel im Sprint schlug.
Beim Grand Prix de Chambéry wurde sie als beste Sprinterin ausgezeichnet.
Für 2024 wechselte sie zu Human Powered Health.
Im Juni 2024 konnte die 22-Jährige im deutschen Obergrombach die Vier-Länder-Meisterschaften 2024 für sich entscheiden und den nationalen U23-Titel erfolgreich verteidigen. Bei den Olympischen Sommerspielen 2024 in Paris startete sie im Straßenrennen und belegte den 65. Platz.
Bereits nach einer Saison wechselte Zanetti erneut das Team und wurde Mitglied bei Uno-X Mobility. In die Saison 2025 startete sie mit dem Sieg bei der Vuelta a la Comunitat Valenciana Féminas sowie drei zweiten Plätze bei der Clásica de Almería, Le Samyn des Dames und Nokere Koerse.

## Erfolge
2023
- Schweizer Meisterin – Strassenrennen (U23)
- Strassenradsport-Europameisterschaften – Strassenrennen (U23)
- Omloop van Borsele
- eine Etappe Gracia Orlová
- Ladies Race Slovakia
- eine Etappe Princess Anna Vasa Tour
- eine Etappe Tour de l’Avenir Femmes
- Mannschaftszeitfahren Trofeo Ponente in Rosa

2024
- Vier-Länder-Meisterschaften
- Schweizer Meisterin – Strassenrennen (U23)

2025
- Vuelta CV Feminas
- eine Etappe Tour de Pologne Women